# Shrapnel (groupe)
Pour les articles homonymes, voir Shrapnel (homonymie).
Shrapnel est un groupe américain de punk rock, originaire de Red Bank, dans le New Jersey, formé à la fin des années 1970, alors que ses membres étaient encore adolescents.

## Histoire
À l'origine nommé Hard Attack (d'après le deuxième album de Dust), le groupe évolue et change de nom pour Shrapnel, qui devient un groupe conceptuel militariste et chauvin au cours de ses premières années d'existence. Le guitariste Daniel Rey cite le concert d'Alice Cooper comme source d'inspiration pour développer un schtick. Le concept s'inspire de l'intérêt marqué du chanteur Dave Wyndorf pour l'histoire, d'un désir de contrer le sentiment hippie encore présent dans le rock des années 1970, et de souvenirs de jeux d'enfance où l'on jouait aux soldats (une pratique que le groupe et son manager Legs McNeil ont poursuivie pendant les jours de formation du groupe). Le groupe et McNeil ont également conçu la guerre comme une métaphore pertinente de la vie dans les rues de New York et de l'opposition aux éléments de la culture de la fin des années 1970 dont ils se sentaient étrangers.
Le concert et les paroles du groupe étaient divertissants et ont aidé le groupe à développer un public local, mais ils étaient également controversés, notamment à cause d'un personnage masqué appelé the gook. Le groupe (et McNeil) avaient des intentions artistiques pour ces éléments, comme la redéfinition satirique de termes d'argot utilisés par les soldats pendant la Seconde Guerre mondiale, le conflit coréen et la guerre du Viêt Nam. Rey décrit l'effet net comme étant une démonstration de « politique de bande dessinée », et McNeil explique qu'ils étaient tous des « libéraux blancs », bien qu'ayant (pour utiliser le langage contemporain) un sens de l'humour très peu commun. Wyndorf compare les pitreries du groupe dans la première partie de leur histoire au Vaudeville, et déclare qu'il était amusant de provoquer les personnes facilement offensées.
Au début, Shrapnel portait des uniformes militaires sur scène. L'esthétique du groupe incluait la glorification de la guerre, le port de fusils M16 sur scène et des prises de position critiquant le sentiment anti-guerre du Vietnam : Hey, you asshole creep, I bet you were against the war (en français : « Hé sale con, je parie que t'es contre la guerre ! ») Cette satire de la guerre du Viêt-Nam est reprise par le groupe. « Cette vision satirique » mais directe a été critiquée, notamment par le Village Voice qui l'a qualifiée de « proto-fasciste », en raison de ses provocations sur scène et de titres de chansons comme Hey Little Gook. Bien que le groupe ait gagné en popularité sur la scène punk de New York, il a peut-être « souffert d'un black-out virtuel de la presse parce qu'il flirtait avec des attitudes que la presse rock jugeait apparemment inacceptables, même en tant que satire ».
Le groupe joue souvent au CBGB et est comparé aux Ramones,,. Le 9 avril 1979, Shrapnel fait la première partie des Ramones lors du dernier concert de ces derniers au CBGB. Le concert était organisé au profit de l'achat de gilets pare-balles pour la police de New York et Norman Mailer, un ami de McNeil, y assistait. Shrapnel jouera bientôt à des soirées dans la maison de Mailer à Brooklyn, dont une à laquelle assistent Kurt Vonnegut, Woody Allen, Glen Buxton et José Torres. L'événement est couvert par Rolling Stone, Kurt Loder écrivant : « Il est logique que l'auteur Norman Mailer s'intéresse à Shrapnel, un groupe punk new-yorkais dont le jeu est dérivé des interminables rediffusions de la vieille série Combat ! » Vonnegut semble avoir été particulièrement impressionné ; Loder rapporte qu'alors que de nombreux invités dansaient, l'auteur « restait transi devant le concert », et plus tard, il complimenta Rey sur la chanson I lost my baby on the Siegfried Line, disant que c'était une « sacrée bonne chanson, pleine d'émotion ».
En 1980, Amazing Spider-Man Annual #14 (de Frank Miller et Dennis O'Neil) présente une intrigue dans laquelle Peter Parker va voir Shrapnel jouer au CBGB. Un super-vilain contrôle la foule et le groupe, obligeant Spider-Man et Docteur Strange à sauver la situation. La bande dessinée contient également une publicité pour Combat Love b/w Hey 45 de Shrapnel,.
En 1983, Shrapnel avait adouci son image. Michael Alago, qui allait négocier le contrat du groupe avec Elektra Records (et qui allait plus tard aider des groupes majeurs comme Metallica et White Zombie à signer des contrats), avait remplacé Legs McNeil en tant que manager. Les treillis de combat, les sacs de sable et les personnages masqués avaient disparu, même si le groupe continuait à utiliser une « bombe » comme accessoire pendant leur interprétation de la chanson Chrome Magnum Man, au grand dam d'Alagro. Wyndorf, qui a toujours été un fervent amateur de bandes dessinées, explique que, bien que la chanson utilise des thèmes de guerre (bombes), il s'agit en fait d'une chanson de super-héros. Il a également déclaré que l'utilisation par le groupe d'une étoile patriotique dans son imagerie était un hommage à Captain America. Au cours de cette période, le groupe retire d'anciens morceaux qui, bien qu'amusants à l'époque, avaient été écrits « en état d'ébriété » et commençaient à « sembler hypocrites ». Wyndorf écrit désormais des chansons, telles que Hope for Us All, qui contiennent des messages explicitement positifs. Cette chanson figurera sur l'EP qui servira à la fois à leurs débuts sur un grand label et à leur chant du cygne.
Deux chansons de Shrapnel, Sleepover et Come Back to Me, sont utilisées dans le film culte The First Turn-On! de Troma Films, sorti en 1983.
Shrapnel sort deux singles 7 pouces en 1979 et 1981 respectivement, et a un EP homonyme de cinq chansons chez Elektra Records sorti en 1984, avant de se dissoudre en 1985. Les membres étaient Dave Wyndorf (chant), Daniel Rabinowitz, alias Daniel Rey (guitare), Dave Vogt (guitare), Phil Caivano (basse), et Danny Clayton (batterie). Wyndorf cofonde le groupe de rock Monster Magnet en 1989, qui s'est vendu à prix d'or, et continue de diriger le groupe 30 ans plus tard. Caivano est également un membre de longue date de Monster Magnet et joue dans d'autres groupes, notamment Blitzspeer et Murphy's Law. Rey produit plus de 40 albums depuis 1987, notamment pour des artistes tels que les Ramones, les Misfits, White Zombie et Ronnie Spector, et est le guitariste de Joey Ramone pendant sa carrière solo,.

## Discographie

### EP
- 1984 : Shrapnel (Elektra Records)

### Singles
- 1979 : Combat Love (Salute Records)
- 1981 : Go Cruisin'